# Flers-sur-Noye
Flers-sur-Noye è un comune francese di 390 abitanti situato nel dipartimento della Somme nella regione dell'Alta Francia.
Il suo territorio è bagnato dalle acque del fiume Noye.

## Società

### Evoluzione demografica
Abitanti censiti